# Aksjeselskap
Aksjeselskap är den norska termen för ett aktiebaserat företag. Det är vanligtvis förkortat AS (historiskt ofta skrivet som A/S ). Ett AS är alltid ett aktiebolag, dvs ägarna kan inte hållas ansvariga för någon skuld utöver aktiekapitalet. Motsvarigheten till Sveriges publika aktiebolag benämns Allmennaksjeselskap (ASA), medan företag utan begränsat ansvar, motsvarande Sveriges handelsbolag benämns Ansvarlig selskap (ANS).